# اورمیدیا
شهر اورمیدیا (به روسی: Ορμίδεια) در ناحیه لارناکا در کشور قبرس واقع شده‌است. جمعیت این شهر ۴٫۱۱۳ نفر است.